# 테일러메이드
테일러메이드 골프 컴퍼니(영어: TaylorMade Golf Company)는 미국 칼즈배드 (캘리포니아주)에 본사를 둔 미국의 스포츠 장비 제조 회사이다. 이 회사는 골프 장비 시장에 중점을 두고 골프채, 골프공, 옷을 생산한다. 테일러메이드 골프는 2021년 5월 KPS 캐피탈 파트너스로부터 인수된 후 현재 센트로이드 인베스트먼트 파트너스의 자회사이다.
테일러메이드의 초기 성공은 1979년에 처음 선보인 메탈 드라이버의 혁신에서 비롯되었으며, 이후 골프 시장을 장악하게 되었다. 2012년 9월, 아웃사이드 매거진은 테일러메이드를 미국 "일하기 좋은 직장" 중 하나로 선정했다.

## 역사

### 일리노이에서의 기원
테일러메이드는 1979년 게리 애덤스가 자신의 집을 담보로 24,000달러를 빌려 일리노이주 맥헨리에 6,000평방피트 건물을 임대하며 법인화되었다. 그는 원래 세 명의 직원을 두었고, 새로 발명된 12도 로프트의 메탈우드 한 가지 품목만 판매했다. 이 메탈우드는 강철 구조로 독특했으며 - 현대 드라이버의 주재료인 감나무를 대체하며 - "피츠버그 퍼시몬"이라는 별명을 얻었다.
1979년 47,000달러의 매출로 시작한 이 회사는 2006년 처음으로 10억 달러의 매출을 달성했으며, 이는 골프 브랜드 역사상 두 번째로 이러한 이정표를 달성한 사례이다.

### 살로몬 그룹의 인수 (1984년)
테일러메이드는 1984년 살로몬 S.A.가 회사를 인수할 때까지 독립적으로 운영되었다. 당시 이 합병은 각자의 산업에서 혁신가였던 두 회사 모두에게 전략적으로 적합했다. 살로몬은 사업 다각화를 원해 "삼계절" 시장에 진출하기로 결정했고, 테일러메이드는 살로몬의 전 세계적인 자원에서 이점을 얻었다. 이 소유권은 아디다스가 1997년 살로몬을 인수할 때까지 유지되었다.

### 아디다스로의 매각 (1997년)
아디다스 인수 직후, 테일러메이드의 이미지와 초점은 드라이버 시장을 장악하는 것으로 재조정되었다. 회사는 2005년 말에 이 목표를 달성하여 공식적으로 골프 드라이버 부문에서 1위가 되었다. 테일러메이드는 2008년 골프 의류 회사인 애쉬워스를, 2012년 애덤스 골프를 인수했지만, 2017년 KPS 캐피탈 파트너스에 매각했다.

### KPS 캐피탈 파트너스로의 매각 (2017년)
2017년 나이키의 골프 부문이 폐쇄된 후 타이거 우즈와 로리 매킬로이가 테일러메이드와 계약했다는 소식이 발표되었다.
2017년 5월 10일, KPS 캐피탈 파트너스가 테일러메이드를 4억 2천 5백만 달러에 인수했다고 발표되었다. 이 거래는 2017년 11월에 완료되었다.
거래가 완료된 지 며칠 후, 테일러메이드는 15년 동안 브랜드와 함께했던 세르히오 가르시아와 결별했다는 성명을 발표했다.

### 센트로이드 인베스트먼트 파트너스로의 매각 (2022년)
2022년 2월 3일, 뉴욕 타임스는 KPS가 테일러메이드 매각을 위해 모건 스탠리를 고용했으며, 그 가치는 약 20억 달러로 추정된다고 보도했다.
2022년 5월 11일, 대한민국의 사모펀드인 센트로이드PE는 KPS로부터 테일러메이드를 인수하기 위한 최종 계약에 서명했다.

### 선 데이 레드 (2024년)
2024년 2월 12일, 테일러메이드는 타이거 우즈와 협력하여 골프 선수의 의류 라인인 선 데이 레드를 출시했다. 2025년 1월 7일 현재, 선 데이 레드의 호랑이 로고는 티그레어와 푸마의 이의 제기를 받고 있다. 두 이의 제기 모두 상표 심판 항소 위원회에 제출되었으나, 티그레어 사건은 연방 소송이 계류 중이어서 중단되었다.

## 모회사
- 살로몬 그룹 (1984년~1997년)
- 아디다스 (1997년~2017년)
- KPS 캐피탈 파트너스 (2017년~2022년)
- 센트로이드 인베스트먼트 파트너스 (2022년~현재)

## 후원
대부분의 골프 장비 회사와 마찬가지로, 테일러메이드는 타이거 우즈, 로리 매킬로이, 스코티 셰플러와 같은 이전 세계 1위를 포함하여 주요 투어에서 많은 프로 골퍼들과 후원 계약을 맺고 있다. 대부분의 계약 선수들은 콜린 모리카와, 토미 플릿우드, 넬리 코다, 브룩 헨더슨, 찰리 헐, 그리고 카이 트럼프를 포함하여 회사로부터 거의 모든 경기 장비를 공급받는다. 소수의 선수들은 단 한 가지 품목에 대해서만 계약한다.

## 같이 보기
- 애덤스 골프
- 애쉬워스